# Estação Ciutat Meridiana

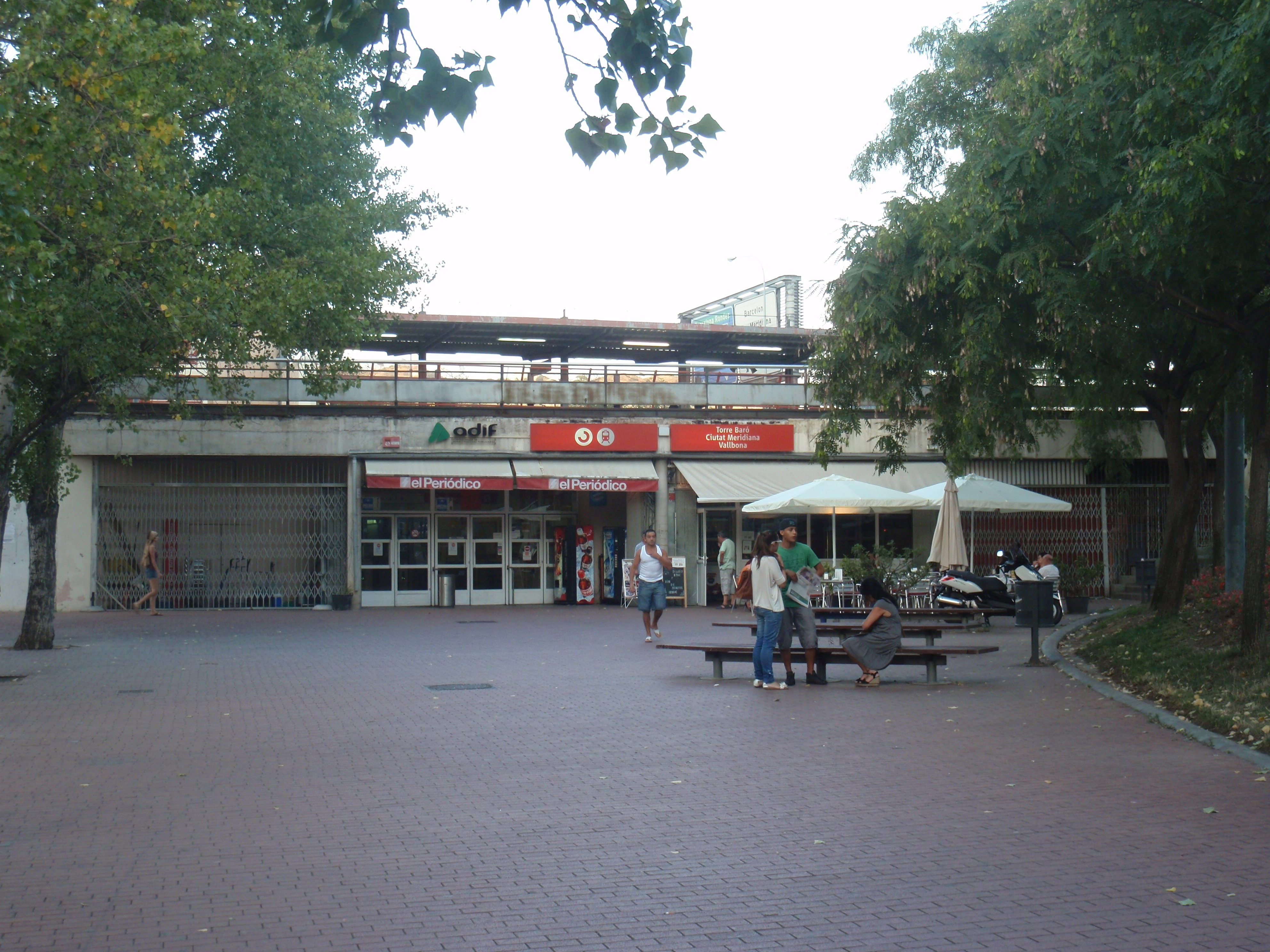
Estação Ciutat Meridiana em 2012.

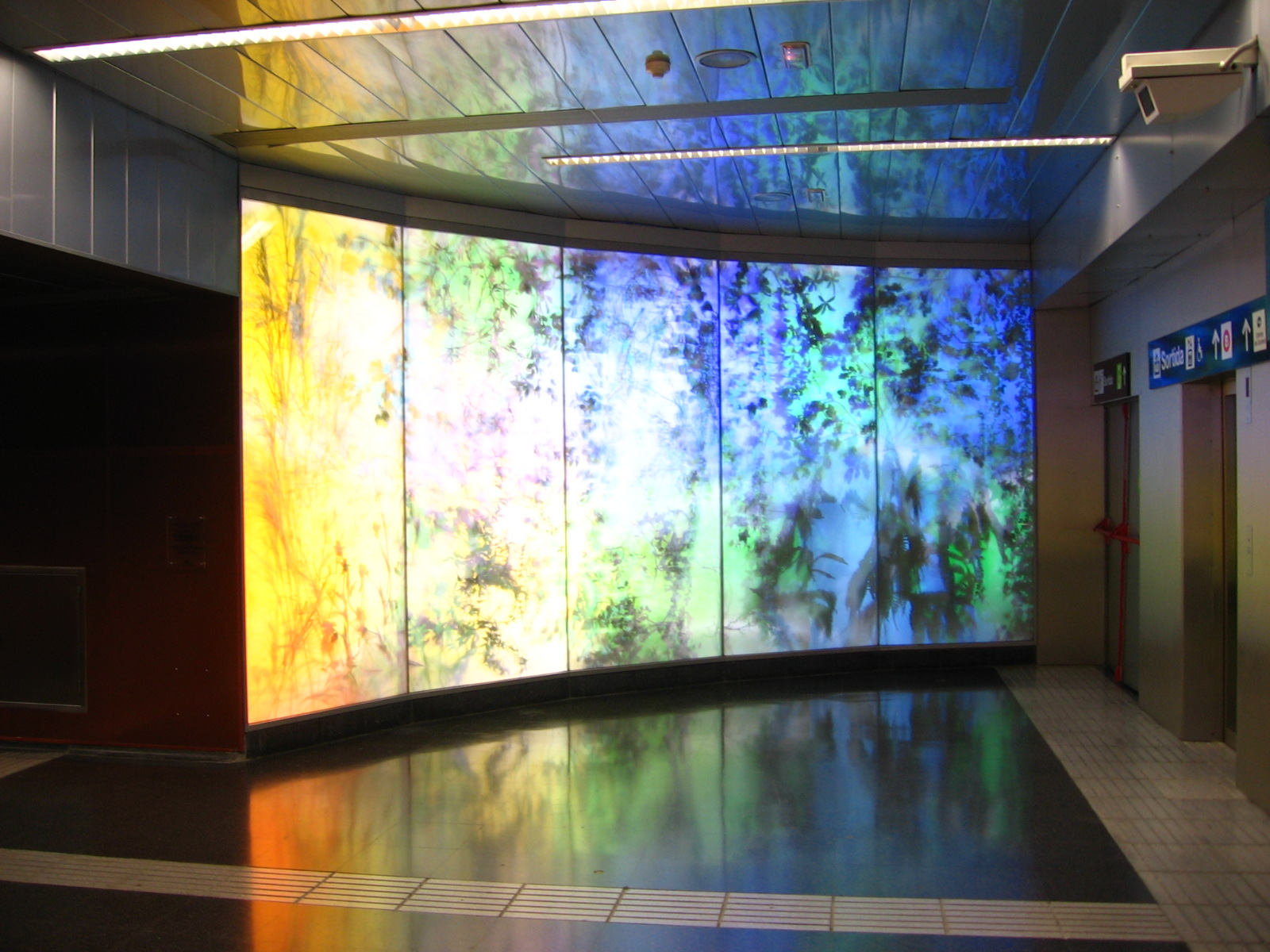
Elevadores de acesso às plataformas de embarque e desembarque.

Ciutat Meridiana é uma estação da linha Linha 11 do Metro de Barcelona. 

## Características
A estação começou a funcionar no ano de 2003. A estação colateral Torre Baró - Vallbona foi construída ao nível do solo, devido às fortes inclinações da área, a estação Ciudad Meridiana é subterrânea e está situada a 50 m de profundidade, sendo a estação mais profunda da rede de metrô de Barcelona desde sua inauguração até 4 de outubro de 2008, quando foi superada por a estação Trinitat Nova (L3), que atinge uma profundidade de 56 m.1 Atualmente (2016) a estação mais profunda é a Estação El Coll-La Teixonera, na L5, com uma profundidade de 74 metros.

## Acesso à estação
- Avinguda Rasos de Peguera